# Tour de France 1979
Le Tour de France 1979 est la 66e édition du Tour de France, course cycliste qui s'est déroulée du 27 juin au 22 juillet 1979 sur 24 étapes pour 3 765 km. Le départ a lieu à Fleurance ; l'arrivée se juge aux Champs-Élysées à Paris. C'est la seconde victoire du Français Bernard Hinault qui remporte en outre 7 étapes et le maillot vert. Le podium est le même que l'année précédente : Bernard Hinault devance le Néerlandais Joop Zoetemelk et le Portugais Joaquim Agostinho.

## Généralités
- 15 formations de 10 coureurs prennent le départ de Fleurance. Deux équipes arriveront complètes à Paris et une formation disparaîtra avant.
- Bernard Hinault remporte sept victoires d'étape.
- Joaquim Agostinho monte sur la 3e marche du podium à l'âge de 36 ans.
- Le podium est identique à celui du Tour de l'année précédente.
- Ce Tour est entièrement dominé par le match Bernard Hinault – Joop Zoetemelk. Lors de la dernière étape, les deux coureurs arrivent ensemble sur les Champs-Élysées en ayant relégué le peloton à plus de 2 minutes.
- Deux arrivées à l'Alpe d'Huez ont lieu lors de cette édition 1979. Une première dans l'histoire de la course.
- Gerrie Knetemann perd le bénéfice de sa victoire d'étape à Dijon au profit de Serge Parsani pour avoir bénéficié de l'abri d'une voiture.
- Contrôlé positif aux anabolisants lors de la dernière étape, Joop Zoetemelk écope de 10 minutes de pénalités au classement général.
- Moyenne du vainqueur : 36,512 km/h[1].

## Résumé de la course

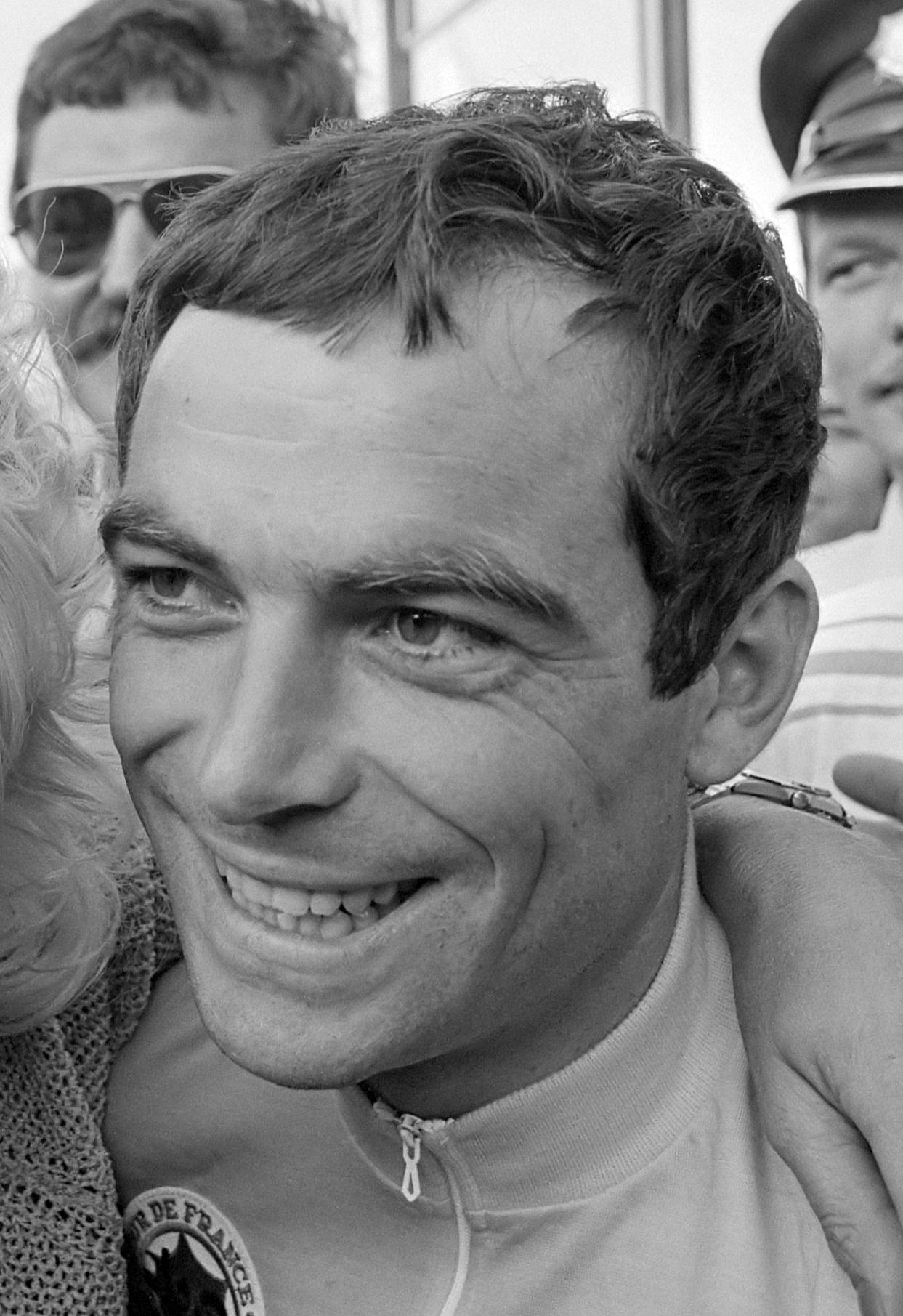
Bernard Hinault (1982).

Un départ très original (les trois premières étapes dans les Pyrénées) permet à Bernard Hinault de frapper fort d'entrée. Il est en jaune dès le 3e jour à Superbagnères. Cette édition se caractérise par un match entre Hinault et Joop Zoetemelk et par sept épreuves chronométrées. Une crevaison mal venue du "Blaireau" sur les pavés du Nord permet à Zoetemelk de rêver en jaune jusqu'aux Alpes. Bernard Hinault tue alors le suspense dans le contre-la-montre d'Évian puis termine très fort en remportant trois des quatre dernières étapes.
Joachim Agostinho monte sur le podium à l'âge de 37 ans.

## Étapes
| Étape,    | Date        | Villes étapes                                 |                                         | Distance (km)    | Vainqueur d’étape         | Leader du classement général |
| --------- | ----------- | --------------------------------------------- | --------------------------------------- | ---------------- | ------------------------- | ---------------------------- |
| Prologue  | 27 juin     | Fleurance – Fleurance                         | Contre-la-montre individuel             | 5                | Gerrie Knetemann          | Gerrie Knetemann             |
| 1re étape | 28 juin     | Fleurance – Bagnères-de-Luchon                | Étape de montagne                       | 225              | René Bittinger            | Jean-René Bernaudeau         |
| 2e étape  | 29 juin     | Bagnères-de-Luchon – Luchon-Superbagnères     | Contre-la-montre individuel en montagne | 23,9             | Bernard Hinault           | Bernard Hinault              |
| 3e étape  | 30 juin     | Bagnères-de-Luchon – Pau                      | Étape de montagne                       | 180,5            | Bernard Hinault           | Bernard Hinault              |
| 4e étape  | 1er juillet | Captieux – Bordeaux                           | Contre-la-montre par équipes            | 87,5             | TI-Raleigh-McGregor       | Bernard Hinault              |
| 5e étape  | 2 juillet   | Neuville-de-Poitou – Angers                   | Étape de plaine                         | 145,5            | Jan Raas                  | Bernard Hinault              |
| 6e étape  | 3 juillet   | Angers – Saint-Brieuc                         | Étape de plaine                         | 238,5            | Jos Jacobs                | Bernard Hinault              |
| 7e étape  | 4 juillet   | Saint-Hilaire-du-Harcouët – Deauville         | Étape de plaine                         | 158,2            | Leo van Vliet             | Bernard Hinault              |
| 8e étape  | 5 juillet   | Deauville – Le Havre                          | Contre-la-montre par équipes            | 90,2             | TI-Raleigh-McGregor       | Bernard Hinault              |
| 9e étape  | 6 juillet   | Amiens – Roubaix                              | Étape de plaine                         | 201,2            | Ludo Delcroix             | Joop Zoetemelk               |
| 10e étape | 7 juillet   | Roubaix – Bruxelles (BEL)                     | Étape de plaine                         | 122,2            | Jo Maas                   | Joop Zoetemelk               |
| 11e étape | 8 juillet   | Bruxelles (BEL) – Bruxelles (BEL)             | Contre-la-montre individuel             | 33,4             | Bernard Hinault           | Joop Zoetemelk               |
| 12e étape | 9 juillet   | Rochefort (BEL) – Metz                        | Étape de plaine                         | 193              | Christian Seznec          | Joop Zoetemelk               |
| 13e étape | 10 juillet  | Metz – Ballon d'Alsace                        | Étape de moyenne montagne               | 202              | Pierre-Raymond Villemiane | Joop Zoetemelk               |
| 14e étape | 11 juillet  | Belfort – Évian-les-Bains                     | Étape de plaine                         | 248,2            | Marc Demeyer              | Joop Zoetemelk               |
| 15e étape | 12 juillet  | Évian-les-Bains – Morzine - Avoriaz           | Contre-la-montre individuel en montagne | 54,2             | Bernard Hinault           | Bernard Hinault              |
| 16e étape | 13 juillet  | Morzine – Les Menuires                        | Étape de montagne                       | 201,3            | Lucien Van Impe           | Bernard Hinault              |
|           | 14 juillet  | Les Menuires                                  | Jour de repos                           | Journée de repos | Journée de repos          | Journée de repos             |
| 17e étape | 15 juillet  | Les Menuires – L'Alpe d'Huez                  | Étape de montagne                       | 166,5            | Joaquim Agostinho         | Bernard Hinault              |
| 18e étape | 16 juillet  | L'Alpe d'Huez – L'Alpe d'Huez                 | Étape de montagne                       | 118,5            | Joop Zoetemelk            | Bernard Hinault              |
| 19e étape | 17 juillet  | L'Alpe d'Huez – Saint-Priest                  | Étape de plaine                         | 162              | Dietrich Thurau           | Bernard Hinault              |
| 20e étape | 18 juillet  | Saint-Priest – Dijon                          | Étape de plaine                         | 239,6            | Sergio Parsani            | Bernard Hinault              |
| 21e étape | 19 juillet  | Dijon – Dijon                                 | Contre-la-montre individuel             | 48,8             | Bernard Hinault           | Bernard Hinault              |
| 22e étape | 20 juillet  | Dijon – Auxerre                               | Étape de plaine                         | 189              | Gerrie Knetemann          | Bernard Hinault              |
| 23e étape | 21 juillet  | Auxerre – Nogent-sur-Marne                    | Étape de plaine                         | 205              | Bernard Hinault           | Bernard Hinault              |
| 24e étape | 22 juillet  | Le Perreux-sur-Marne – Paris - Champs-Élysées | Étape de plaine                         | 180,3            | Bernard Hinault           | Bernard Hinault              |

## Classements

### Classement général final
Joop Zoetemelk termine initialement à 3 min 7 s du vainqueur, mais reçoit une pénalité de 10 min après la dernière étape.
| Classement général | Classement général        | Classement général   | Classement général    | Classement général  |
|                    | Coureur                   | Pays                 | Équipe                | Temps               |
| ------------------ | ------------------------- | -------------------- | --------------------- | ------------------- |
| 1er                | Bernard Hinault           | France               | Renault-Gitane        | en 103 h 6 min 50 s |
| 2e                 | Joop Zoetemelk            | Pays-Bas             | Miko-Mercier-Vivagel  | + 13 min 7 s        |
| 3e                 | Joaquim Agostinho         | Portugal             | Flandria-Ça va seul   | + 26 min 53 s       |
| 4e                 | Hennie Kuiper             | Pays-Bas             | Peugeot-Esso-Michelin | + 28 min 2 s        |
| 5e                 | Jean-René Bernaudeau      | France               | Renault-Gitane        | + 32 min 43 s       |
| 6e                 | Giovanni Battaglin        | Italie               | Inoxpran              | + 38 min 12 s       |
| 7e                 | Jo Maas                   | Pays-Bas             | DAF Trucks-Aida       | + 38 min 38 s       |
| 8e                 | Paul Wellens              | Belgique             | TI-Raleigh-McGregor   | + 39 min 6 s        |
| 9e                 | Claude Criquielion        | Belgique             | Kas-Campagnolo        | + 40 min 38 s       |
| 10e                | Dietrich Thurau           | Allemagne de l'Ouest | IJsboerke-Warncke Eis | + 44 min 35 s       |
| 11e                | Lucien Van Impe           | Belgique             | Kas-Campagnolo        | + 47 min 26 s       |
| 12e                | Sven-Åke Nilsson          | Suède                | Miko-Mercier-Vivagel  | + 48 min 16 s       |
| 13e                | Pierre-Raymond Villemiane | France               | Renault-Gitane        | + 59 min 9 s        |
| 14e                | Johan van der Velde       | Pays-Bas             | TI-Raleigh-McGregor   | + 59 min 13 s       |
| 15e                | Eddy Schepers             | Belgique             | DAF Trucks-Aida       | + 59 min 51 s       |
| 16e                | Mariano Martinez          | France               | La Redoute-Motobécane | + 1 h 1 min 36 s    |
| 17e                | Yves Hézard               | France               | Peugeot-Esso-Michelin | + 1 h 3 min 5 s     |
| 18e                | Henk Lubberding           | Pays-Bas             | TI-Raleigh-McGregor   | + 1 h 3 min 9 s     |
| 19e                | Robert Alban              | France               | Fiat                  | + 1 h 6 min 49 s    |
| 20e                | Bernard Vallet            | France               | La Redoute-Motobécane | + 1 h 8 min 25 s    |
| 21e                | Joseph Deschoenmaecker    | Belgique             | Flandria-Ça va seul   | + 1 h 9 min 32 s    |
| 22e                | Christian Seznec          | France               | Miko-Mercier-Vivagel  | + 1 h 9 min 52 s    |
| 23e                | Rudy Pevenage             | Belgique             | IJsboerke-Warncke Eis | + 1 h 11 min 24 s   |
| 24e                | Raymond Martin            | France               | Miko-Mercier-Vivagel  | + 1 h 14 min 30 s   |
| 25e                | René Martens              | Belgique             | Flandria-Ça va seul   | + 1 h 14 min 46 s   |
| modifier           |                           |                      |                       |                     |

### Classements annexes finals
| Classement par points | Classement par points | Classement par points | Classement par points | Classement par points |
| --------------------- | --------------------- | --------------------- | --------------------- | --------------------- |
|                       | Coureur               | Pays                  | Équipe                | Point(s)              |
| 1er                   | Bernard Hinault       | France                | Renault-Gitane        | 253 points            |
| 2e                    | Dietrich Thurau       | Allemagne de l'Ouest  | IJsboerke-Warncke Eis | 157 pts               |
| 3e                    | Joop Zoetemelk        | Pays-Bas              | Miko-Mercier-Vivagel  | 109 pts               |
| 4e                    | Marc Demeyer          | Belgique              | Flandria-Ça va seul   | 104 pts               |
| 5e                    | Hennie Kuiper         | Pays-Bas              | Peugeot-Esso-Michelin | 79 pts                |
| 6e                    | Lucien Van Impe       | Belgique              | Kas-Campagnolo        | 67 pts                |
| 7e                    | Sean Kelly            | Irlande               | Splendor-Euro Soap    | 66 pts                |
| 8e                    | Guido Van Calster     | Belgique              | DAF Trucks-Aida       | 65 pts                |
| 9e                    | Giovanni Battaglin    | Italie                | Inoxpran              | 64 pts                |
| 10e                   | Rudy Pevenage         | Belgique              | IJsboerke-Warncke Eis | 61 pts                |
| modifier              |                       |                       |                       |                       |

| Classement du meilleur grimpeur | Classement du meilleur grimpeur | Classement du meilleur grimpeur | Classement du meilleur grimpeur | Classement du meilleur grimpeur |
| ------------------------------- | ------------------------------- | ------------------------------- | ------------------------------- | ------------------------------- |
|                                 | Coureur                         | Pays                            | Équipe                          | Point(s)                        |
| 1er                             | Giovanni Battaglin              | Italie                          | Inoxpran                        | 239 points                      |
| 2e                              | Bernard Hinault                 | France                          | Renault-Gitane                  | 196 pts                         |
| 3e                              | Mariano Martinez                | France                          | La Redoute-Motobécane           | 158 pts                         |
| 4e                              | Joop Zoetemelk                  | Pays-Bas                        | Miko-Mercier-Vivagel            | 141 pts                         |
| 5e                              | Lucien Van Impe                 | Belgique                        | Kas-Campagnolo                  | 118 pts                         |
| 6e                              | Hennie Kuiper                   | Pays-Bas                        | Peugeot-Esso-Michelin           | 108 pts                         |
| 7e                              | Joaquim Agostinho               | Portugal                        | Flandria-Ça va seul             | 96 pts                          |
| 8e                              | Jean-René Bernaudeau            | France                          | Renault-Gitane                  | 67 pts                          |
| 9e                              | Sven-Åke Nilsson                | Suède                           | Miko-Mercier-Vivagel            | 67 pts                          |
| 10e                             | René Bittinger                  | France                          | Flandria-Ça va seul             | 49 pts                          |
| modifier                        |                                 |                                 |                                 |                                 |

| Classement général du meilleur jeune, | Classement général du meilleur jeune, | Classement général du meilleur jeune, | Classement général du meilleur jeune, | Classement général du meilleur jeune, |
|                                       | Coureur                               | Pays                                  | Équipe                                | Temps                                 |
| ------------------------------------- | ------------------------------------- | ------------------------------------- | ------------------------------------- | ------------------------------------- |
| 1er                                   | Jean-René Bernaudeau                  | France                                | Renault-Gitane                        | en 103 h 39 min 33 s                  |
| 2e                                    | Claude Criquielion                    | Belgique                              | Kas-Campagnolo                        | + 7 min 55 s                          |
| 3e                                    | Johan van der Velde                   | Pays-Bas                              | TI-Raleigh-McGregor                   | + 26 min 30 s                         |
| 4e                                    | Eddy Schepers                         | Belgique                              | DAF Trucks-Aida                       | + 27 min 8 s                          |
| 5e                                    | René Martens                          | Belgique                              | Flandria-Ça va seul                   | + 42 min 3 s                          |
| 6e                                    | Hendrik Devos                         | Belgique                              | Flandria-Ça va seul                   | + 1 h 7 min 17 s                      |
| 7e                                    | Sean Kelly                            | Irlande                               | Splendor-Euro Soap                    | + 1 h 21 min 53 s                     |
| 8e                                    | Bernard Becaas                        | France                                | Renault-Gitane                        | + 1 h 26 min 43 s                     |
| 9e                                    | Jean-Louis Gauthier                   | France                                | Miko-Mercier-Vivagel                  | + 1 h 42 min 40 s                     |
| 10e                                   | Christian Levavasseur                 | France                                | Miko-Mercier-Vivagel                  | + 1 h 42 min 47 s                     |
| modifier                              |                                       |                                       |                                       |                                       |

| Classement des sprints intermédiaires, | Classement des sprints intermédiaires,              | Classement des sprints intermédiaires, | Classement des sprints intermédiaires,                   | Classement des sprints intermédiaires, |
| -------------------------------------- | --------------------------------------------------- | -------------------------------------- | -------------------------------------------------------- | -------------------------------------- |
|                                        | Coureur                                             | Pays                                   | Équipe                                                   | Point(s)                               |
| 1er                                    | Willy Teirlinck                                     | Belgique                               | Kas-Campagnolo                                           | 93 points                              |
| 2e                                     | Pierre-Raymond Villemiane                           | France                                 | Renault-Gitane                                           | 82 pts                                 |
| 3e                                     | Bernard Hinault                                     | France                                 | Renault-Gitane                                           | 53 pts                                 |
| 4e                                     | Dietrich Thurau                                     | Allemagne de l'Ouest                   | IJsboerke-Warncke Eis                                    | 31 pts                                 |
| 5e                                     | Hennie Kuiper                                       | Pays-Bas                               | Peugeot-Esso-Michelin                                    | 30 pts                                 |
| 6e                                     | Joop Zoetemelk                                      | Pays-Bas                               | Miko-Mercier-Vivagel                                     | 29 pts                                 |
| 7e                                     | Pol Verschuere                                      | Belgique                               | Flandria-Ça va seul                                      | 26 pts                                 |
| 8e                                     | Lucien Van Impe                                     | Belgique                               | Kas-Campagnolo                                           | 21 pts                                 |
| 9e                                     | Christian Seznec                                    | France                                 | Miko-Mercier-Vivagel                                     | 19 pts                                 |
| 10e                                    | René Bittinger Jean-François Pescheux Lucien Didier | France Luxembourg                      | Flandria-Ça va seul La Redoute-Motobécane Renault-Gitane | 17 pts                                 |
| modifier                               |                                                     |                                        |                                                          |                                        |

| Classement par équipes | Classement par équipes | Classement par équipes | Classement par équipes |
|                        | Équipe                 | Pays                   | Temps                  |
| ---------------------- | ---------------------- | ---------------------- | ---------------------- |
| 1re                    | Renault-Gitane         | France                 | en 414 h 45 min 46 s   |
| 2e                     | Flandria-Ça va seul    | Belgique               | + 10 min 29 s          |
| 3e                     | TI-Raleigh-McGregor    | Pays-Bas               | + 15 min 22 s          |
| 4e                     | Miko-Mercier-Vivagel   | France                 | + 23 min 12 s          |
| 5e                     | IJsboerke-Warncke Eis  | Belgique               | + 40 min 50 s          |
| 6e                     | Kas-Campagnolo         | Espagne                | + 1 h 18 min 51 s      |
| 7e                     | Peugeot-Esso-Michelin  | France                 | + 2 h 20 min 7 s       |
| 8e                     | La Redoute-Motobécane  | France                 | + 2 h 29 min 24 s      |
| 9e                     | Fiat                   | France                 | + 3 h 31 min 12 s      |
| 10e                    | DAF Trucks-Aida        | Belgique               | + 3 h 39 min 46 s      |
| modifier               |                        |                        |                        |

| Classement par équipes par points, | Classement par équipes par points, | Classement par équipes par points, | Classement par équipes par points, | Classement par équipes par points, |
|                                    | Équipes                            | Pays                               |                                    | Point(s)                           |
| ---------------------------------- | ---------------------------------- | ---------------------------------- | ---------------------------------- | ---------------------------------- |
| 1re                                | Renault-Gitane                     | France                             |                                    | 1 008                              |
| 2e                                 | IJsboerke-Warncke Eis              | Belgique                           |                                    | 1 057                              |
| 3e                                 | TI-Raleigh-McGregor                | Pays-Bas                           |                                    | 1 165                              |
| 4e                                 | Miko-Mercier-Vivagel               | France                             |                                    | 1 353                              |
| 5e                                 | Flandria-Ça va seul                | Belgique                           |                                    | 1 407                              |
| 6e                                 | La Redoute-Motobécane              | France                             |                                    | 1 558                              |
| 7e                                 | Peugeot-Esso-Michelin              | France                             |                                    | 1 602                              |
| 8e                                 | Kas-Campagnolo                     | Espagne                            |                                    | 1 767                              |
| 9e                                 | DAF Trucks-Aida                    | Belgique                           |                                    | 2 050                              |
| 10e                                | Fiat                               | France                             |                                    | 2 064                              |
| modifier                           |                                    |                                    |                                    |                                    |

### Évolution des classements
| Étape              | Vainqueur                 | Classement général   | Classement par points | Classement de la montagne | Classement du meilleur jeune | Classement des sprints intermédiaires | Classement par équipes | Classement par équipes | Classement de la combativité |
| Étape              | Vainqueur                 | Classement général   | Classement par points | Classement de la montagne | Classement du meilleur jeune | Classement des sprints intermédiaires | au temps               | aux points             | Classement de la combativité |
| ------------------ | ------------------------- | -------------------- | --------------------- | ------------------------- | ---------------------------- | ------------------------------------- | ---------------------- | ---------------------- | ---------------------------- |
| P                  | Gerrie Knetemann          | Gerrie Knetemann     | Gerrie Knetemann      | Non décerné               | Leo van Vliet                | Non décerné                           | TI-Raleigh-McGregor    | TI-Raleigh-McGregor    | Non décerné                  |
| 1                  | René Bittinger            | Jean-René Bernaudeau | Jean-René Bernaudeau  | Giovanni Battaglin        | Jean-René Bernaudeau         | Jean-René Bernaudeau                  | TI-Raleigh-McGregor    | TI-Raleigh-McGregor    | Robert Alban                 |
| 2                  | Bernard Hinault           | Bernard Hinault      | Bernard Hinault       | Bernard Hinault           | Jean-René Bernaudeau         | Jean-René Bernaudeau                  | TI-Raleigh-McGregor    | TI-Raleigh-McGregor    | Non décerné                  |
| 3                  | Bernard Hinault           | Bernard Hinault      | Bernard Hinault       | Mariano Martinez          | Jean-René Bernaudeau         | René Bittinger                        | Renault-Gitane         | Renault-Gitane         | Pierre-Raymond Villemiane    |
| 4                  | TI-Raleigh-McGregor       | Bernard Hinault      | Bernard Hinault       | Mariano Martinez          | Jean-René Bernaudeau         | René Bittinger                        | Renault-Gitane         | Renault-Gitane         | Non décerné                  |
| 5                  | Jan Raas                  | Bernard Hinault      | Bernard Hinault       | Mariano Martinez          | Jean-René Bernaudeau         | Philippe Tesnière                     | Renault-Gitane         | Renault-Gitane         | Gerrie Knetemann             |
| 6                  | Jos Jacobs                | Bernard Hinault      | Bernard Hinault       | Mariano Martinez          | Jean-René Bernaudeau         | Philippe Tesnière                     | Renault-Gitane         | Renault-Gitane         | Michel Laurent               |
| 7                  | Leo van Vliet             | Bernard Hinault      | Bernard Hinault       | Mariano Martinez          | Jean-René Bernaudeau         | Philippe Tesnière                     | Renault-Gitane         | Renault-Gitane         | Christian Poirier            |
| 8                  | TI-Raleigh-McGregor       | Bernard Hinault      | Bernard Hinault       | Mariano Martinez          | Jean-René Bernaudeau         | Philippe Tesnière                     | Renault-Gitane         | Renault-Gitane         | Non décerné                  |
| 9                  | Ludo Delcroix             | Joop Zoetemelk       | Bernard Hinault       | Mariano Martinez          | Jean-René Bernaudeau         | Philippe Tesnière                     | Miko-Mercier-Vivagel   | IJsboerke-Warncke Eis  | Bernard Hinault              |
| 10                 | Jo Maas                   | Joop Zoetemelk       | Bernard Hinault       | Mariano Martinez          | Jean-René Bernaudeau         | Philippe Tesnière                     | IJsboerke-Warncke Eis  | IJsboerke-Warncke Eis  | Didier Vanoverschelde        |
| 11                 | Bernard Hinault           | Joop Zoetemelk       | Bernard Hinault       | Mariano Martinez          | Jean-René Bernaudeau         | Philippe Tesnière                     | IJsboerke-Warncke Eis  | IJsboerke-Warncke Eis  | Non décerné                  |
| 12                 | Hennie Kuiper             | Joop Zoetemelk       | Bernard Hinault       | Mariano Martinez          | Jean-René Bernaudeau         | Philippe Tesnière                     | IJsboerke-Warncke Eis  | IJsboerke-Warncke Eis  | Giovanni Battaglin           |
| 13                 | Pierre-Raymond Villemiane | Joop Zoetemelk       | Bernard Hinault       | Giovanni Battaglin        | Jean-René Bernaudeau         | Philippe Tesnière                     | IJsboerke-Warncke Eis  | IJsboerke-Warncke Eis  | Giovanni Battaglin           |
| 14                 | Marc Demeyer              | Joop Zoetemelk       | Bernard Hinault       | Giovanni Battaglin        | Jean-René Bernaudeau         | Philippe Tesnière                     | IJsboerke-Warncke Eis  | IJsboerke-Warncke Eis  | Nazzareno Berto              |
| 15                 | Bernard Hinault           | Bernard Hinault      | Bernard Hinault       | Giovanni Battaglin        | Jean-René Bernaudeau         | Philippe Tesnière                     | IJsboerke-Warncke Eis  | IJsboerke-Warncke Eis  | Non décerné                  |
| 16                 | Lucien Van Impe           | Bernard Hinault      | Bernard Hinault       | Giovanni Battaglin        | Jean-René Bernaudeau         | Philippe Tesnière                     | IJsboerke-Warncke Eis  | IJsboerke-Warncke Eis  | Eddy Schepers                |
| 17                 | Joaquim Agostinho         | Bernard Hinault      | Bernard Hinault       | Giovanni Battaglin        | Jean-René Bernaudeau         | Philippe Tesnière                     | Renault-Gitane         | IJsboerke-Warncke Eis  | Joaquim Agostinho            |
| 18                 | Joop Zoetemelk            | Bernard Hinault      | Bernard Hinault       | Giovanni Battaglin        | Jean-René Bernaudeau         | Philippe Tesnière                     | Renault-Gitane         | Renault-Gitane         | Joop Zoetemelk               |
| 19                 | Dietrich Thurau           | Bernard Hinault      | Bernard Hinault       | Giovanni Battaglin        | Jean-René Bernaudeau         | Philippe Tesnière                     | Renault-Gitane         | Renault-Gitane         | Willy Teirlinck              |
| 20                 | Serge Parsani             | Bernard Hinault      | Bernard Hinault       | Giovanni Battaglin        | Jean-René Bernaudeau         | Philippe Tesnière                     | Renault-Gitane         | Renault-Gitane         | Serge Parsani                |
| 21                 | Bernard Hinault           | Bernard Hinault      | Bernard Hinault       | Giovanni Battaglin        | Jean-René Bernaudeau         | Willy Teirlinck                       | Renault-Gitane         | Renault-Gitane         | Non décerné                  |
| 22                 | Gerrie Knetemann          | Bernard Hinault      | Bernard Hinault       | Giovanni Battaglin        | Jean-René Bernaudeau         | Willy Teirlinck                       | Renault-Gitane         | Renault-Gitane         | Giovanni Battaglin           |
| 23                 | Bernard Hinault           | Bernard Hinault      | Bernard Hinault       | Giovanni Battaglin        | Jean-René Bernaudeau         | Willy Teirlinck                       | Renault-Gitane         | Renault-Gitane         | Giovanni Battaglin           |
| 24                 | Bernard Hinault           | Bernard Hinault      | Bernard Hinault       | Giovanni Battaglin        | Jean-René Bernaudeau         | Willy Teirlinck                       | Renault-Gitane         | Renault-Gitane         | Joop Zoetemelk               |
| Classements finals | Classements finals        | Bernard Hinault      | Bernard Hinault       | Giovanni Battaglin        | Jean-René Bernaudeau         | Willy Teirlinck                       | Renault-Gitane         | Renault-Gitane         | Joop Zoetemelk               |

## Liste des coureurs
La liste ci-dessous présente les coureurs inscrits par numéro de dossard.
| Légende | Légende                                                                    | Légende | Légende                                                    |
| ------- | -------------------------------------------------------------------------- | ------- | ---------------------------------------------------------- |
| Num     | Dossard de départ porté par le coureur sur ce Tour                         | Pos     | Position à l'arrivée de la course                          |
|         | Indique un maillot de champion national ou mondial, suivi de sa spécialité | NP      | Indique un coureur qui n'a pas pris le départ de la course |
| AB      | Indique un coureur qui n'a pas terminé la course                           | HD      | Indique un coureur qui a terminé la course hors des délais |

| Renault-Gitane                                            | Renault-Gitane                  | Renault-Gitane |
| --------------------------------------------------------- | ------------------------------- | -------------- |
| Num                                                       | Coureur                         | Pos            |
| 1                                                         | Bernard Hinault (FRA)           | 1er            |
| 2                                                         | Hubert Arbès (FRA)              | 74e            |
| 3                                                         | Bernard Becaas (FRA)            | 42e            |
| 4                                                         | Jean-René Bernaudeau (FRA)      | 5e             |
| 5                                                         | André Chalmel (FRA)             | 59e            |
| 6                                                         | Jean Chassang (FRA)             | 35e            |
| 7                                                         | Gilbert Chaumaz (FRA)           | DQ-24          |
| 8                                                         | Lucien Didier (LUX)             | 29e            |
| 9                                                         | Maurice Le Guilloux (FRA)       | 47e            |
| 10                                                        | Pierre-Raymond Villemiane (FRA) | 13e            |
| Directeurs sportifs : Cyrille Guimard et Maurice Champion |                                 |                |

| Miko-Mercier-Vivagel                                              | Miko-Mercier-Vivagel        | Miko-Mercier-Vivagel |
| ----------------------------------------------------------------- | --------------------------- | -------------------- |
| Num                                                               | Coureur                     | Pos                  |
| 11                                                                | Joop Zoetemelk (NED)        | 2e                   |
| 12                                                                | Patrick Friou (FRA)         | 53e                  |
| 13                                                                | Joël Gallopin (FRA)         | 67e                  |
| 14                                                                | Jean-Louis Gauthier (FRA)   | 50e                  |
| 15                                                                | Christian Levavasseur (FRA) | 51e                  |
| 16                                                                | Raymond Martin (FRA)        | 24e                  |
| 17                                                                | Hubert Mathis (FRA)         | 49e                  |
| 18                                                                | André Mollet (FRA)          | 70e                  |
| 19                                                                | Sven-Åke Nilsson (SWE)      | 12e                  |
| 20                                                                | Christian Seznec (FRA)      | 22e                  |
| Directeurs sportifs : Jean-Pierre Danguillaume et Maurice Quentin |                             |                      |

| Flandria-Ça va seul                                    | Flandria-Ça va seul       | Flandria-Ça va seul |
| ------------------------------------------------------ | ------------------------- | ------------------- |
| Num                                                    | Coureur                   | Pos                 |
| 21                                                     | Joaquim Agostinho (POR)   | 3e                  |
| 22                                                     | René Bittinger (FRA)      | 26e                 |
| 23                                                     | Patrick Bonnet (FRA)      | 62e                 |
| 24                                                     | Marc Demeyer (BEL)        | 57e                 |
| 25                                                     | Hendrik Devos (BEL)       | 31e                 |
| 26                                                     | Jos Deschoenmaecker (BEL) | 21e                 |
| 27                                                     | René Martens (BEL)        | 25e                 |
| 28                                                     | Jacques Michaud (FRA)     | 40e                 |
| 29                                                     | Patrice Thévenard (FRA)   | 69e                 |
| 30                                                     | Pol Verschuere (BEL)      | 71e                 |
| Directeurs sportifs : Brick Schotte et Joseph Huysmans |                           |                     |

| TI-Raleigh-McGregor                                | TI-Raleigh-McGregor       | TI-Raleigh-McGregor |
| -------------------------------------------------- | ------------------------- | ------------------- |
| Num                                                | Coureur                   | Pos                 |
| 31                                                 | Gerrie Knetemann (NED)    | 30e                 |
| 32                                                 | Henk Lubberding (NED)     | 18e                 |
| 33                                                 | Stefan Mutter (SUI)       | 75e                 |
| 34                                                 | Bert Pronk (NED)          | 44e                 |
| 35                                                 | Jan Raas (NED)            | AB-9                |
| 36                                                 | Ueli Sutter (SUI)         | HD-17               |
| 37                                                 | Johan van der Velde (NED) | 14e                 |
| 38                                                 | Leo van Vliet (NED)       | NP-11               |
| 39                                                 | Paul Wellens (BEL)        | 8e                  |
| 40                                                 | Wilfried Wesemael (BEL)   | AB-3                |
| Directeurs sportifs : Peter Post et Jules De Wever |                           |                     |

| Kas-Campagnolo                                         | Kas-Campagnolo                 | Kas-Campagnolo |
| ------------------------------------------------------ | ------------------------------ | -------------- |
| Num                                                    | Coureur                        | Pos            |
| 41                                                     | Lucien Van Impe (BEL)          | 11e            |
| 42                                                     | Bernardo Alfonsel (ESP)        | 78e            |
| 43                                                     | Joseph Borguet (en) (BEL)      | 43e            |
| 44                                                     | Claude Criquielion (BEL)       | 9e             |
| 45                                                     | René Dillen (BEL)              | 61e            |
| 46                                                     | Francisco Galdós (ESP)         | 28e            |
| 47                                                     | Rafael Ladron de Guevara (ESP) | AB-3           |
| 48                                                     | Willy Teirlinck (BEL)          | 56e            |
| 49                                                     | Pedro Vilardebo (ESP)          | AB-14          |
| 50                                                     | Frans Van Looy (BEL)           | AB-5           |
| Directeurs sportifs : Robert Lelangue et Eusebio Vélez |                                |                |

| La Redoute-Motobécane                                       | La Redoute-Motobécane        | La Redoute-Motobécane |
| ----------------------------------------------------------- | ---------------------------- | --------------------- |
| Num                                                         | Coureur                      | Pos                   |
| 51                                                          | Mariano Martínez (FRA)       | 16e                   |
| 52                                                          | Pierre Bazzo (FRA)           | 33e                   |
| 53                                                          | Christian Jourdan (FRA)      | 68e                   |
| 54                                                          | Gérard Macé (FRA)            | AB-16                 |
| 55                                                          | Jean-Marie Michel (FRA)      | 72e                   |
| 56                                                          | Alain Patritti (FRA)         | HD-12                 |
| 57                                                          | Jean-François Pescheux (FRA) | 73e                   |
| 58                                                          | Christian Poirier (FRA)      | AB-16                 |
| 59                                                          | Didier Vanoverschelde (FRA)  | 41e                   |
| 60                                                          | Bernard Vallet (FRA)         | 20e                   |
| Directeurs sportifs : Pierre Everaert et Joseph Braeckevelt |                              |                       |

| Peugeot-Esso-Michelin                                 | Peugeot-Esso-Michelin         | Peugeot-Esso-Michelin |
| ----------------------------------------------------- | ----------------------------- | --------------------- |
| Num                                                   | Coureur                       | Pos                   |
| 61                                                    | Hennie Kuiper (NED)           | 4e                    |
| 62                                                    | Jacques Bossis (FRA)          | 60e                   |
| 63                                                    | Bernard Bourreau (FRA)        | 79e                   |
| 64                                                    | José De Cauwer (BEL)          | 85e                   |
| 65                                                    | Gilbert Duclos-Lassalle (FRA) | 46e                   |
| 66                                                    | Jacques Esclassan (FRA)       | AB-16                 |
| 67                                                    | Yves Hézard (FRA)             | 17e                   |
| 68                                                    | Michel Laurent (FRA)          | 37e                   |
| 69                                                    | Roger Legeay (FRA)            | 63e                   |
| 70                                                    | Patrick Perret (FRA)          | AB-12                 |
| Directeurs sportifs : Maurice De Muer et Robert Naeye |                               |                       |

| Teka                                                            | Teka                           | Teka  |
| --------------------------------------------------------------- | ------------------------------ | ----- |
| Num                                                             | Coureur                        | Pos   |
| 71                                                              | Manuel Esparza (ESP)           | AB-3  |
| 72                                                              | Faustino Fernández Ovies (ESP) | AB-3  |
| 73                                                              | Eulalio García (ESP)           | 86e   |
| 74                                                              | Miguel Gutiérrez (ESP)         | HD-15 |
| 75                                                              | Jürgen Kraft (RFA)             | HD-2  |
| 76                                                              | Vicente López Carril (ESP)     | AB-3  |
| 77                                                              | Andrés Oliva (ESP)             | 83e   |
| 78                                                              | José Pesarrodona (ESP)         | AB-3  |
| 79                                                              | Dominique Sanders (FRA)        | 84e   |
| 80                                                              | José Luis Viejo (ESP)          | AB-12 |
| Directeurs sportifs : Julio San Emeterio et José Antonio Ponton |                                |       |

| Fiat                                                    | Fiat                    | Fiat  |
| ------------------------------------------------------- | ----------------------- | ----- |
| Num                                                     | Coureur                 | Pos   |
| 81                                                      | Robert Alban (FRA)      | 19e   |
| 82                                                      | Michel Balbuena (FRA)   | 65e   |
| 83                                                      | Serge Beucherie (FRA)   | 87e   |
| 84                                                      | Didier Bourrier (FRA)   | AB-1  |
| 85                                                      | Alain De Carvalho (FRA) | 55e   |
| 86                                                      | Ferdinand Julien (FRA)  | 52e   |
| 87                                                      | Gilbert Le Lay (FRA)    | 80e   |
| 88                                                      | Alain Meslet (FRA)      | 34e   |
| 89                                                      | Philippe Tesnière (FRA) | AB-21 |
| 90                                                      | Paul Sherwen (GBR)      | 81e   |
| Directeurs sportifs : Raphaël Géminiani et Gérard Morin |                         |       |

| IJsboerke-Warncke Eis                                 | IJsboerke-Warncke Eis  | IJsboerke-Warncke Eis |
| ----------------------------------------------------- | ---------------------- | --------------------- |
| Num                                                   | Coureur                | Pos                   |
| 91                                                    | Dietrich Thurau (RFA)  | 10e                   |
| 92                                                    | Rudy Colman (BEL)      | AB-13                 |
| 93                                                    | Ludo Delcroix (BEL)    | 39e                   |
| 94                                                    | Fedor den Hertog (NED) | 48e                   |
| 95                                                    | André Dierickx (BEL)   | AB-16                 |
| 96                                                    | Jos Jacobs (BEL)       | 45e                   |
| 97                                                    | Ludo Peeters (BEL)     | 36e                   |
| 98                                                    | Rudy Pevenage (BEL)    | 23e                   |
| 99                                                    | Jos Van de Poel (BEL)  | AB-3                  |
| 100                                                   | Gery Verlinden (BEL)   | AB-18                 |
| Directeurs sportifs : Josef Janssens et Willy Jossart |                        |                       |

| Splendor-Euro Soap                                      | Splendor-Euro Soap        | Splendor-Euro Soap |
| ------------------------------------------------------- | ------------------------- | ------------------ |
| Num                                                     | Coureur                   | Pos                |
| 101                                                     | Michel Pollentier (BEL)   | NP-18              |
| 102                                                     | Herman Beysens (BEL)      | HD-17              |
| 103                                                     | Alain Desaever (en) (BEL) | AB-17              |
| 104                                                     | Christian Dumont (BEL)    | HD-2               |
| 105                                                     | Paul Jesson (NZL)         | HD-12              |
| 106                                                     | Sean Kelly (IRL)          | 38e                |
| 107                                                     | Ludo Loos (BEL)           | AB-3               |
| 108                                                     | Lieven Malfait (BEL)      | AB-3               |
| 109                                                     | Wim Myngheer (BEL)        | 76e                |
| 110                                                     | Roger Verschaeve (BEL)    | HD-2               |
| Directeurs sportifs : Robert Lauwers et Albert De Kimpe |                           |                    |

| Bianchi-Faema                          | Bianchi-Faema             | Bianchi-Faema |
| -------------------------------------- | ------------------------- | ------------- |
| Num                                    | Coureur                   | Pos           |
| 111                                    | Johan De Muynck (BEL)     | AB-10         |
| 112                                    | Giovanni Cavalcanti (ITA) | HD-2          |
| 113                                    | Aldo Donadello (ITA)      | AB-17         |
| 114                                    | Knut Knudsen (NOR)        | 27e           |
| 115                                    | Valerio Lualdi (ITA)      | AB-16         |
| 116                                    | Sergio Parsani (ITA)      | 66e           |
| 117                                    | Alessandro Pozzi (ITA)    | 32e           |
| 118                                    | Glauco Santoni (ITA)      | 54e           |
| 119                                    | Alex Van Linden (BEL)     | 88e           |
| 120                                    | Rik Van Linden (BEL)      | AB-1          |
| Directeur sportif : Giancarlo Ferretti |                           |               |

| DAF Trucks-Aida                      | DAF Trucks-Aida           | DAF Trucks-Aida |
| ------------------------------------ | ------------------------- | --------------- |
| Num                                  | Coureur                   | Pos             |
| 121                                  | Eddy Schepers (BEL)       | 15e             |
| 122                                  | Maurizio Bellet (ITA)     | 82e             |
| 123                                  | Emiel De Haes (BEL)       | HD-12           |
| 124                                  | Jo Maas (NED)             | 7e              |
| 125                                  | Robert Mintkiewicz (FRA)  | AB-3            |
| 126                                  | Patrick Pevenage (BEL)    | HD-17           |
| 127                                  | Gerhard Schönbacher (AUT) | 89e             |
| 128                                  | Willy Tackaert (BEL)      | AB-16           |
| 129                                  | Guido Van Calster (BEL)   | 58e             |
| 130                                  | Jaak Verbrugge (nl) (NED) | AB-17           |
| Directeur sportif : Alfred De Bruyne |                           |                 |

| Inoxpran                           | Inoxpran                 | Inoxpran |
| ---------------------------------- | ------------------------ | -------- |
| Num                                | Coureur                  | Pos      |
| 131                                | Giovanni Battaglin (ITA) | 6e       |
| 132                                | Nazzareno Berto (ITA)    | HD-15    |
| 133                                | Patrick Busolini (FRA)   | HD-15    |
| 134                                | Gianfranco Foresti (ITA) | HD-2     |
| 135                                | Bruno Leali (ITA)        | 77e      |
| 136                                | Riccardo Magrini (ITA)   | AB-12    |
| 137                                | Giovanni Mantovani (ITA) | HD-15    |
| 138                                | Luigino Moro (ITA)       | AB-1     |
| 139                                | Pasquale Pugliese (ITA)  | AB-17    |
| 140                                | Dorino Vanzo (ITA)       | 64e      |
| Directeur sportif : Davide Boifava |                          |          |

| Magniflex-Famcucine                                   | Magniflex-Famcucine            | Magniflex-Famcucine |
| ----------------------------------------------------- | ------------------------------ | ------------------- |
| Num                                                   | Coureur                        | Pos                 |
| 141                                                   | Gianbattista Baronchelli (ITA) | AB-9                |
| 142                                                   | Gaetano Baronchelli (ITA)      | AB-9                |
| 143                                                   | Per Bausager (DEN)             | AB-6                |
| 144                                                   | Roberto Ceruti (ITA)           | NP-10               |
| 145                                                   | Bernt Johansson (SWE)          | AB-3                |
| 146                                                   | Jørgen Marcussen (DEN)         | NP-10               |
| 147                                                   | Ignazio Paleari (ITA)          | AB-3                |
| 148                                                   | Walter Polini (ITA)            | NP-10               |
| 149                                                   | Amilcare Sgalbazzi (ITA)       | AB-9                |
| 150                                                   | Alfio Vandi (ITA)              | NP-10               |
| Directeurs sportifs : Luciano Pezzi et Angelo Cavalli |                                |                     |